# Viktor Tsarev
Pour les articles homonymes, voir Tsarev.
 (janvier 2017).
Si vous disposez d'ouvrages ou d'articles de référence ou si vous connaissez des sites web de qualité traitant du thème abordé ici, merci de compléter l'article en donnant les références utiles à sa vérifiabilité et en les liant à la section « Notes et références ».
Viktor Grigorievitch Tsarev (en russe : Виктор Григорьевич Царёв), né le 2 juin 1931 à Moscou et mort le 2 janvier 2017, est un footballeur soviétique puis russe.

## Biographie
C"est en 1952 que Viktor Tsarev, alors âgé de 21 ans, commence sa carrière professionnelle au MVO Kalinin, où il ne dispute aucun match et doit se contenter du banc de touche. L'année suivante, il est transféré au MVO Moscou où il également remplaçant.
Il se révèle en 1954 à son arrivée au Dynamo Moscou où il remporte le championnat d'Union soviétique de football lors des saisons 1955 et 1957. Le Dynamo finit deuxième en 1956 derrière le Spartak Moscou, ainsi qu'en 1958.
Tsarev participe à tous les matchs de la coupe du monde de football 1958 avec l'URSS, jusqu'à la défaite de son pays face à la Suède (2-0) en quart de finale.
Après l'élimination, Tsarev et le Dynamo remportent le championnat soviétique aux dépens du Lokomotiv Moscou.
Tsarev fait partie des joueurs soviétiques sélectionnés lors de l'Euro 1960 et remporte la compétition avec son pays après la victoire sur la Yougoslavie (2-1), mais il ne dispute aucun match en étant titulaire, que ce soit en éliminatoires ou en phase finale.
Tsarev voit son palmarès rester tel quel jusqu'en 1963, année où il remporte son dernier championnat.

## Statistiques
| Saison                | Club                  | Championnat           | Championnat | Championnat | Coupe(s) nationale(s) | Coupe(s) nationale(s) | Total | Total |
| Saison                | Club                  | Division              | M.          | B.          | M.                    | B.                    | M.    | B.    |
| 1955                  | Dynamo Moscou         | D1                    | 10          | 1           | 1                     | 0                     | 11    | 1     |
| 1956                  | Dynamo Moscou         | D1                    | 14          | 2           | -                     | -                     | 14    | 2     |
| 1957                  | Dynamo Moscou         | D1                    | 22          | 2           | 1                     | 0                     | 23    | 2     |
| 1958                  | Dynamo Moscou         | D1                    | 22          | 1           | 2                     | 1                     | 24    | 2     |
| 1959                  | Dynamo Moscou         | D1                    | 23          | 1           | 1                     | 0                     | 24    | 1     |
| 1960                  | Dynamo Moscou         | D1                    | 26          | 2           | 2                     | 0                     | 28    | 2     |
| 1961                  | Dynamo Moscou         | D1                    | 32          | 0           | 2                     | 0                     | 34    | 0     |
| 1962                  | Dynamo Moscou         | D1                    | 30          | 0           | 4                     | 0                     | 34    | 0     |
| 1963                  | Dynamo Moscou         | D1                    | 34          | 1           | 3                     | 0                     | 37    | 1     |
| 1964                  | Dynamo Moscou         | D1                    | 17          | 0           | 2                     | 0                     | 19    | 0     |
| 1965                  | Dynamo Moscou         | D1                    | 26          | 1           | 1                     | 0                     | 27    | 1     |
| 1966                  | Dynamo Moscou         | D1                    | 23          | 0           | 1                     | 0                     | 24    | 0     |
| Total sur la carrière | Total sur la carrière | Total sur la carrière | 279         | 11          | 20                    | 1                     | 299   | 12    |

## Palmarès
Union soviétique
- Champion d'Europe en 1960.

 Dynamo Moscou
- Champion d'Union soviétique en 1955, 1957, 1959 et 1963.